# Seth Boyden
Seth Boyden (Foxboro (Massachusetts), Estados Unidos, 17 de noviembre de 1788-31 de marzo de 1870) fue un inventor estadounidense, que perfeccionó el proceso para producir charol, un tipo de cuero recubierto que tiene un acabado muy lustroso y brillante.
Además construyó una máquina para producir clavos y su propio barco de vapor. Trabajó principalmente en Newark (Nueva Jersey), donde existe un monumento en su honor, y se habla ampliamente de su vida y sus inventos en el museo de la ciudad. Boyden llegó a Newark en 1815, e inmediatamente realizó grandes cambios en la industria manufacturera de cueros. Los adelantos introducidos permitieron que, hacia 1870, Newark fuera el lugar en donde se llegaba a manufacturar casi el 90% de los cueros de todo el país, y en ese año solamente la ciudad tuvo un ingreso de 8,6 millones de dólares. En 1824 Boyden encontró la forma de producir hierro maleable